# Мамбетово
Мамбе́тово (баш. Мәмбәт) — деревня в Хайбуллинском районе Башкортостана, входит в Маканский сельсовет.

## Географическое положение
Расстояние до:
- районного центра (Акъяр): 24 км,
- центра сельсовета (Макан): 12 км,
- ближайшей ж/д станции (Сара): 83 км.

Находится на левом берегу реки Таналык.

## Население
| 2002 | 2010 |
| ---- | ---- |
| 548  | ↘529 |

Национальный состав
Согласно переписи 2002 года, преобладающая национальность — башкиры (100 %).

## Религия
В деревне есть мечеть Исянгул.